# Церковь Святой Екатерины (Казань)
Церковь Святой Екатерины — евангелическо-лютеранский храм в Казани. Относится к Поволжско-Камскому пробству Евангелическо-лютеранской церкви Европейской части России.

## История
Первая церковь построена в 1771 году на Покровской улице (сейчас — улица Карла Маркса), двухэтажная, каменная, сгорела в 1774 году вместе с церковным архивом. Восстановлена в 1777 году на средства прихожан.
Современное здание построено в 1862—1865 годах по проекту помощника архитектора Л. К. Хрщоновича. Освящена 1 декабря 1863. Ремонтировалась в 1903 году.
В приходе служили пасторы:
- August Christoph Wittneben (1768—1782)
- Johann Gustav Luther (1783—1794)
- Philipp Christian Michael Goering (1795—1817)
- Johann Michael Thomas (1818—1823)
- Carl Eduard Koffky (1837—1847)
- Peter August Pundani (1848—1881)
- Richard Heinrich Walker (1880—1903)
- Eduard Karl Hoheisel (1903—1918)
- Alfred Buetner (1924—1933)
- Theodor Artur Russ (1995—1999)
- Christian Herrmann (1999 — по настоящее время)